# Cratyna perplexa
Cratyna perplexa är en tvåvingeart som först beskrevs av Johannes Winnertz 1867.  Cratyna perplexa ingår i släktet Cratyna och familjen sorgmyggor.
Artens utbredningsområde är Tyskland. Arten är reproducerande i Sverige. Inga underarter finns listade i Catalogue of Life.